# Mecistocephalus mikado
Mecistocephalus mikado är en mångfotingart som beskrevs av Carl Graf Attems 1928. Mecistocephalus mikado ingår i släktet Mecistocephalus och familjen storhuvudjordkrypare.
Artens utbredningsområde är:
- Kambodja.
- Taiwan.
- Vietnam.

Inga underarter finns listade i Catalogue of Life.